# Verónica Sánchez
Verónica Sánchez Calderón (ur. 1 lipca 1977 r. w Sewilli) – hiszpańska aktorka.
Zadebiutowała w teatrze w 1996 r. Uwagę mediów przykuła rola Evy Capdevilla w serialu Rodzina Serrano (,2003 r.). Od tego czasu kariera aktorki nabrała tempa. Do tej pory, otrzymała trzy nominacje do nagrody Goya; za Al-sur-de Granada, Camarón i Gordos oraz nominację do nagrody ACE Award ACE za Al-sur-de Granada.

## Życiorys
W 1996 roku opuściła swoje rodzinne miasto i przeniosła się do Madrytu, gdzie studiowała sztukę dramatyczną, dzieląc mieszkanie
z aktorem Felixem Gomez. W czasie studiów wykonywała sporadyczne występy w sztukach takich jak Bodas de sangre de Lorca (2002 r.).
Jej życie zmieniło się, kiedy zdobyła rolę w Al-sur-de Granada (2003, Fernando Colomo), gdzie zagrała Julianę, młodą kobietę, będącą w ciąży z pisarzem Geraldem Brenanem (Matthew Goode). Szczery i energiczny został zmuszony do dojrzałej decyzji
ze względu na jego zaangażowanie w rzeczywistość społeczną. Jakby nie było, gra aktorska Sánchez przypadła do gustu
Luisowi San Narciso, który zdecydował się na przyjęcie jej do ekipy Rodziny Serrano (Telecinco, 2003-2008). Tam zagrała Evę, najstarszą córkę Lucii (Belén Rueda), nauczycielki, która wzięła ślub ze swą pierwszą, spełnioną miłością Diego Serrano. Jednakże Eva zakochała się w jego synu Marcosie (Fran Perea). Sánchez grała postać o dziesięć lat młodszą od niej.
Rola w tym serialu przyniosła Sánchez popularność i sławę, ale także dała powód do plotek. Była nękana przez brukowce, źródło wiadomości dla zwykłych ludzi, którzy często prawili jej "komplementy". Jednakże przyniosło to również pewne korzyści: nabycie prawa własności domu i nominację do nagrody Goya za Najlepszy Debiut, która wpadła w ręce Maríi Valverde.
Jeszcze podczas kręcenia serialu Sánchez nosiła w sobie zamiar podjęcia nowego kroku w swojej karierze filmowej. Wraz ze swym byłym współlokatorem Felixem Gomezem zagrała w komedii noszącej tytuł El año de la garrapata. W tej roli wcieliła się a Sarę,
studentkę-dziewicę, członkinię zespołu rockowego o nazwie Las Siux grającą w klubie nocnym o nazwie „23-F 1981”. Zagrała także
w Calentito, gdzie ponownie pojawił się motyw dorosłego dziecka tracącego niewinność, przyjmowania realnego świata takim, jakim jest, podejmowania własnych decyzji oraz umiejętności dokonywania własnych ocen w życiu.
Zanim na ekrany kin weszła komercyjna wersja tego filmu, Sánchez była już w centrum uwagi. Camarón to film biograficzny
o życiu wirtuoza muzyki flamenco (w istocie nazywał się on Isla Monge Cruz). Aktorka grała tu żonę kompozytora zwaną La Chispa. Jednym z głównych wątków jest cierpienie żony człowieka, który chciał, aby pomóc mu przezwyciężyć nałóg i podjąć walkę
z agresywnym rakiem płuc, który mógł go zabić. Aby sprostać swojej roli, spotkała się z prawdziwą Dolores Montoya. Sánchez zaczęła odczuwać, że jej kariera rozwija się naprawdę.
Natychmiast po zdjęciach, Sánchez dołączyła do obsady filmu Dwie strony łóżka, w którym grała Martę, kobietę, która porzuca narzeczonego, aby rozpocząć związek lesbijski. W musicalu jej postać nie darzyła swej dziewczyny zbyt dużym przywiązaniem
i ostatecznie wybrała emocjonalną wolność. Dzięki tej roli ponownie ukazała się dojrzałość aktorska Sánchez .
W maju Sánchez zaczęła promować Calentito, po czym wyjechała, by dołączyć do obsady Mojej Sarah, gdzie głównymi gwiazdami byli: Daniel Guzmán, Fernando Fernan Gomez, Manuel Lozano i hyllida Law. Po filmie udała się na Festiwal Filmowy w San Sebastian w celu promowania Camarón.
Ze względu na swoje zobowiązania filmowe, Sánchez opuściła Rodzinę Serrano. W dniu 15 grudnia 2005 r., Eduardo Noriega
i Silvia Abascal ogłosili, że została nominowana do nagrody Goya dla najlepszej aktorki drugoplanowej, co można już uznać
za obietnicę przystąpienia do przemysłu. Zaledwie dwa tygodnie po premierze Dwóch stron łóżka .
W 2006 roku zagrała w pierwszym sezonie serialu Geneza: w umyśle mordercy, gdzie zagrała psycholog kryminalną i przyjęła rolę w filmie Trzynaście róż (2007). Pod koniec roku otrzymała nominację do medalu kręgu kinematografów za film Moja Sarah (2006).

## Role filmowe
| Rok  | Tytuł filmu       | Rola         |
| ---- | ----------------- | ------------ |
| 2003 | Al-sur-de Granada | Juliana      |
| 2004 | Mirados           | Verónica     |
| 2004 | Rok kleszcza      | Ana          |
| 2005 | Calentito         | Sara         |
| 2005 | Camarón           | La Chispa    |
| 2005 | Dwie strony łóżka | Marta        |
| 2006 | Moja Sarah        | Marina       |
| 2007 | Trzynaście róż    | Julia        |
| 2007 | Zenitarm          | Laura Arroyo |
| 2009 | Gordos            | Paula        |

## Role serialowe
- Alejandra Prado -República
- Eva Capdevilla Gómez -Rodzina Serrano (sezony: 1, 2, 3 i 4)
- Lola Casado -Geneza (sezon pierwszy)
- Coral - Sky rojo (2021)